# Asesinato de María Jimena
El asesinato de María Jimena ―también conocido como el asesinato del «monstruo de la bicicleta»― es el nombre que recibe el homicidio que tuvo lugar el 1 de febrero de 2018 contra la menor María Jimena Avellaneda Ruíz de 11 años, previamente abusada sexualmente, posteriormente estrangulada con una soguilla y por último dejado el cuerpo de la niña en llamas en el distrito limeño de San Juan de Lurigancho (Perú). El caso despertó el debate sobre el aumento de la violencia sexual contra niños en Perú.

## Antecedentes

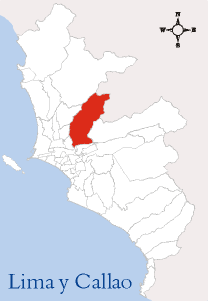
Ubicación del distrito de San Juan de Lurigancho, lugar donde se desarrolló el lamentable suceso.

En la comisaría de Canto Rey, ubicada en el distrito limeño de San Juan de Lurigancho abrieron un taller de manualidades por vacaciones útiles como servicio a la comunidad, en la que la menor se había inscrito para aprovechar sus vacaciones. El 1 de febrero de 2018 salió como todas las mañanas junto a su padre en su auto para dejarla en la puerta de dicha comisaría. Según relata el padre, no se fijó si ingresó o no al taller, el personal de la comisaría confirmó que ella nunca asistió al taller, confirmación que se contradice con las cámaras de seguridad de una de las casas de donde se le ve salir del taller a la hora de terminada la clase.
César Alva Mendoza, que figuraba con dos antecedentes de violación y agresión, estaba paseando por el lugar en bicicleta, hasta que la encuentra y decide planear algo para poder cumplir su objetivo. Con su bicicleta provoca un accidente, haciéndola caer lastimada y ofrece su ayuda para llevarla a su casa, por el "accidente" que había causado. Esto se confirmaría ya que se encontraron nuevos registros de cámaras de seguridad cercanas donde se ve a la víctima junto al sujeto en la bicicleta.
Pasado unos minutos, la llevó a un descampado conocido como "La Huayrona" donde la violó y la estranguló, provocando su muerte. Horas más tarde, se la lleva hasta su domicilio y la esconde hasta la madrugada del día siguiente, para entonces, sus familiares estaban desesperados tratando de hallarla viva. Pasada la medianoche del día viernes 2 de febrero, abandona el cadáver y le prende fuego a tan solo 5 metros del domicilio al que la llevó.

## Captura
Después de ser hallada la niña, parcialmente calcinada, por un conductor de motocicleta, pensando que era un maniquí y hallar tal macabra escena, nunca se llegaron a imaginar que a tan solo 5 metros donde la ubicaron, vivía el asesino, que previamente había fugado hasta Ica para no ser hallado, pero terminó siendo ubicado por una pobladora mientras comía en un restaurante. La prensa fue el responsable de dar los datos del presunto asesino hasta ese entonces, ya que cuando fue capturado, terminó confesando el crimen.
El cuerpo de Jimenita fue enterrado en el Cementerio Campo Fe de Huachipa.